# Dmuchawa
Dmuchawy są maszynami roboczymi sprężającymi gaz do stosunkowo niskich ciśnień, potrzebnych w zasadzie do pokonywania oporów przepływu przez sieć przewodów i włączonych w nią urządzeń. Najczęściej dmuchawami nazywamy maszyny przetłaczające gaz, które przy gęstości gazu q = 1,2 kg/m³, wytwarzają spiętrzenie w granicach od 13 do 200 kPa (0,13 do 2 at).

## Rodzaje dmuchaw
Najpopularniejsze rodzaje dmuchaw to:

### Rotacyjna dmuchawa krzywkowa Rootsa
W przemyśle najszersze zastosowanie znalazły dmuchawy z wirującymi tłokami tzw. dmuchawy Rootsa. Stosuje się tłoki dwu- i trzyskrzydełkowe, te ostatnie tam, gdzie potrzebna jest duża równomierność ciśnienia powietrza na wyjściu. Pracują one w obudowie o płaskich zakończeniach i cylindrycznym przekroju. Wirniki tłokowe są zsynchronizowane przy pomocy przekładni zębatej. Proces sprężania w dmuchawie Rootsa zachodzi na zewnątrz obudowy.

#### Zasada działania
W technologii dmuchaw Rootsa, zastosowane są zazwyczaj dwa wirniki tłokowe, które obracając się wewnątrz obudowy, zasysają dawkę powietrza do komory kompresji, by następnie wypchnąć ją do otworu wylotowego. Ciśnienie powietrza podczas procesu pozostaje stałe aż do momentu odsłonięcia otworu wylotowego przez tłoki rotacyjne. Część powietrza przepływa z powrotem do komory sprężania, zwiększając ciśnienie i zmniejszając objętość w zamkniętej przestrzeni. Wirniki tłokowe obracają się dalej aż do momentu wypchnięcia powietrza z przestrzeni obudowy. Sprężanie ma miejsce przy pełnym przeciwciśnieniu na zewnątrz obudowy.
|  |  |  |  |  |

### Dmuchawy śrubowe

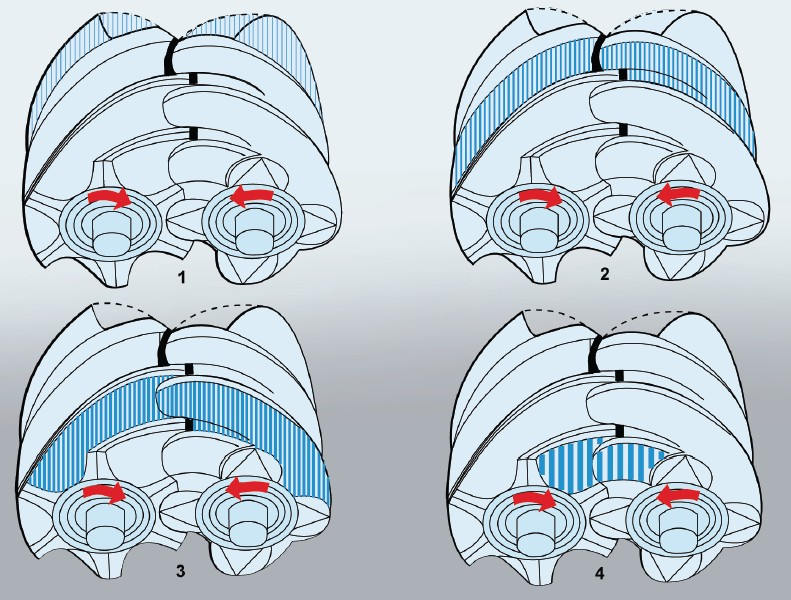
Zasada działania dmuchawy śrubowej

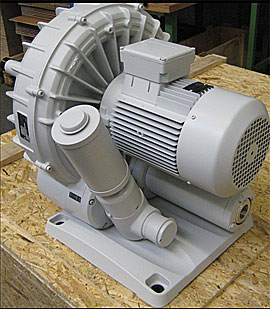
Dmuchawa bocznokanałowa

Dmuchawy śrubowe to nowa generacja dmuchaw. Wykorzystują one konwencjonalną metodę sprężania wewnętrznego za pomocą tłoków śrubowych (powszechnie używaną w sprężarkach wyporowych), lecz w mniejszej skali. Ponieważ cały proces sprężania zachodzi wewnątrz, wymagana jest mniejsza ilość energii potrzebnej do przemieszczenia sprężonego powietrza do urządzenia odbiorczego w porównaniu do dmuchaw Rootsa. Inną korzyścią, wynikającą z zastosowania dmuchawy śrubowej, jest znaczne obniżenie poziomu hałasu. Urządzenie generuje dźwięki o natężeniu 75 dBa, podczas kiedy konwencjonalne dmuchawy rotacyjne wytwarzają od 85 dBa do 90 dBa.

#### Zasada działania
Dwa elementy śrubowe o wzajemnie uzupełniających się asymetrycznych profilach zamykają, a następnie sprężają powietrze znajdujące się pomiędzy nimi. Powietrze jest progresywnie sprężane podczas każdego obrotu. Wtłaczane powietrze wypełnia przestrzeń znajdującą się przed tłokami śrubowymi. Podczas obrotu wirników wlot powietrza zamyka się, więżąc określoną ilość powietrza. Wirniki kontynuują obrót, zmniejszając objętość pomiędzy żłobkami śrub a obudową. Zazębianie się wirników trwa do momentu, kiedy powietrze zostanie wypchnięte do otworu wylotowego.

### Dmuchawy odśrodkowe
Dmuchawy odśrodkowe zwane również turbodmuchawami to urządzenia sprężające gazy, które charakteryzują się przepływem promieniowym. Zasada ich działania jest identyczna jak w przypadku sprężarek odśrodkowych.
W zastosowaniach przemysłowych stosowane są następujące odmiany dmuchaw odśrodkowych:
- jedno lub wielostopniowe dmuchawy turbinowe z przekładnią wewnętrzną smarowaną olejem – występuje w nich regulacja przepływu za pomocą zmiennej prędkości obrotowej napędu lub nastawy dyfuzora zbudowanego z palisady łopatek o zmiennej geometrii
- bezolejowe wysokoobrotowe dmuchawy turbinowe ze zintegrowanym napędem o zmiennej prędkości obrotowej – najpopularniejsze ich odmiany to urządzenia z łożyskami magnetycznymi oraz urządzenia z łożyskami powietrznymi[4]

### Dmuchawy bocznokanałowe
Dmuchawy bocznokanałowe to bezolejowe urządzenia wyporowe sprężające powietrze oraz inne gazy do niewielkiego nadciśnienia, jak też do wytwarzania określonego podciśnienia. Urządzenia te najczęściej wytwarzane są w całości z odpowiedniego stopu aluminium. Wirnik dmuchawy osadzony jest bezpośrednio na wale silnika, pracując bezstykowo w obudowie.

#### Zasada działania
Zasada działania tych dmuchaw oparta została na teorii przepływu zwrotnego polegającego na zamianie energii kinetycznej przepływającego gazu na ciśnienie. Wirujący wirnik zasysa między parę łopatek określoną objętość powietrza i wpycha ją w wyniku działania siły odśrodkowej do górnej części przestrzeni międzyłopatkowej. Pchane powietrze jest wyrzucane w tzw. kanał boczny – wylot. Minimalne luzy występujące pomiędzy wirnikiem a obudową zapewniają wyeliminowanie tarcia i konieczność smarowania przestrzeni roboczej. Dmuchawy dostarczają bezolejowe i praktycznie pozbawionego pulsacji powietrze.

## Zastosowanie dmuchaw
Dmuchawy znajdują zastosowanie w oczyszczalniach ścieków, transporcie pneumatycznym, w zakładach chemicznych. Są również stosowane jako pompy próżniowe, do tłoczenia powietrza w organach piszczałkowych, do napowietrzania zbiorników i piaskowników w oczyszczalniach ścieków, a także do mycia filtrów piaskowych do uzdatniania wody pitnej czy też napowietrzania zbiorników hodowlanych ryb i basenów. Stosowane są również w rolnictwie – urządzenia próżniowe wstępnego chłodzenia w liniach udojowych, transport pneumatyczny sypkich mieszanek paszowych, transport w technologii suszenia i nadmuchu powietrza, w połączeniu z wymiennikiem ciepła jako źródła gorącej wody.